# Derectaotus henryi
Derectaotus henryi är en insektsart som först beskrevs av Lucien Chopard 1928.  Derectaotus henryi ingår i släktet Derectaotus och familjen Mogoplistidae. Inga underarter finns listade i Catalogue of Life.